# Mortegliano
Mortegliano (Morteàn en frioulan) est une commune italienne d'environ 6 000 habitants de la province d'Udine, dans la région autonome du Frioul-Vénétie Julienne en Italie.

## Histoire de l'art

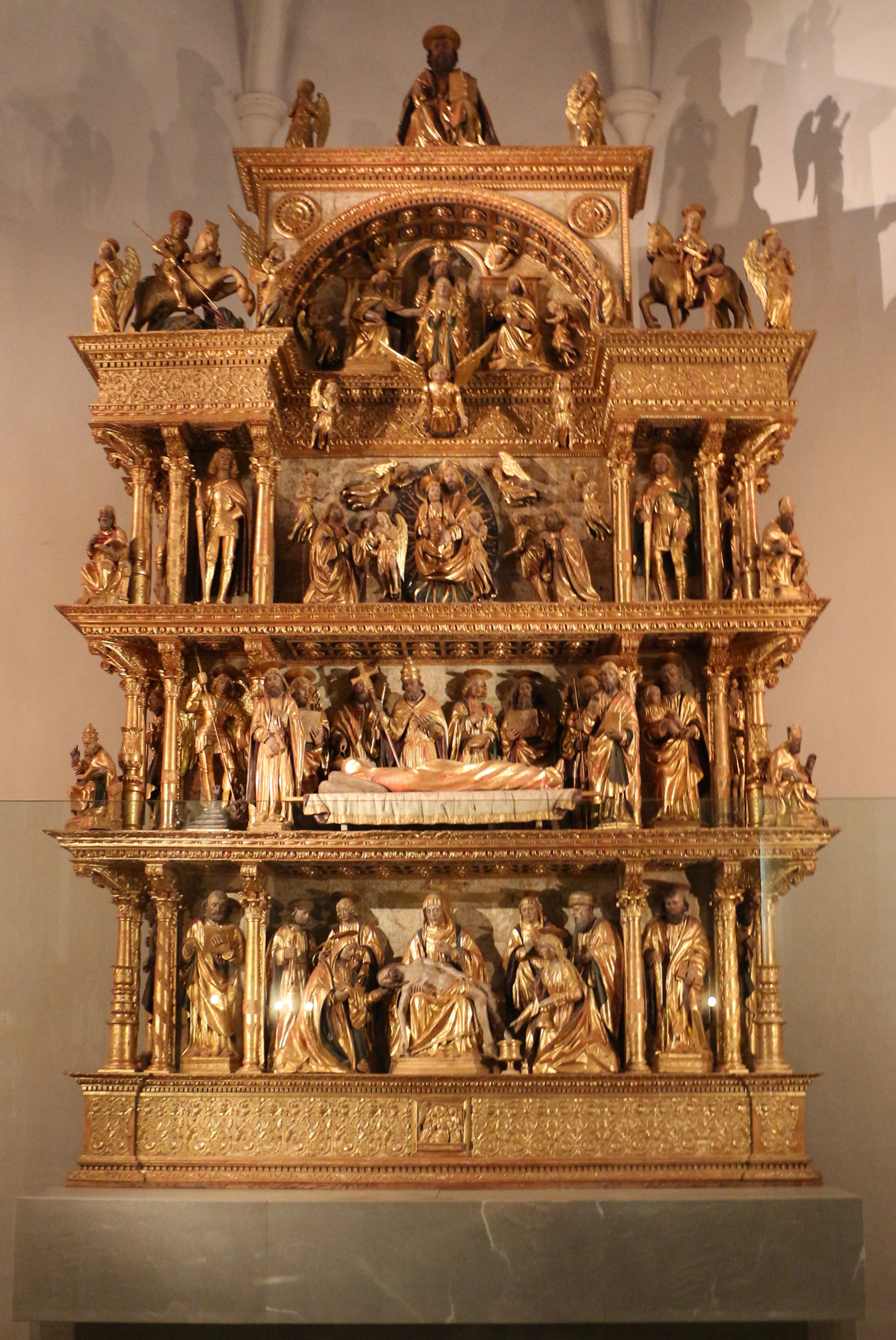
Autel en bois de Giovanni Martini
1526
Église de Mortegliano

Giovanni Martini y termina en 1526, l'autel en bois le plus représentatif de sa production. Il a été payé pour ce travail impressionnant, la somme énorme pour l'époque, de 1180 ducats. Cet autel de plus de cinq mètres de haut et est le plus grand du Frioul. Il est considéré non seulement comme le chef-d'œuvre de l'artiste, mais aussi comme l'une des plus hautes expressions de sculpture en bois de la Renaissance.

## Administration
| Période                                  | Période | Identité | Étiquette | Qualité |
| ---------------------------------------- | ------- | -------- | --------- | ------- |
|                                          |         |          |           |         |
| Les données manquantes sont à compléter. |         |          |           |         |

### Hameaux
Chiasiellis, Lavariano

### Communes limitrophes
Bicinicco, Castions di Strada, Lestizza, Pavia di Udine, Pozzuolo del Friuli, Talmassons